# Sigvart Werner
Sigvart Wilhelm Theodor Werner (13. června 1872 – 2. září 1959) byl dánský amatérský fotograf, který se proslavil svými uměleckými krajinářskými fotografiemi, publikovanými v knižní podobě.

## Životopis
Povzbuzen úspěchem svého raného díla Dyrehaven og Jægersborg Hegn (1919) vydal v letech 1927 až 1940 sérii 15 fotografických svazků, z nichž každý pokrýval jeden z regionů země. Mezi nejoblíbenější patřily Bornholm a Nordsjælland. Byl natolik motivován hnutím národního romantismu, že se nejen snažil prezentovat přírodu takovou, jaká byla, ale také své fotografie retušoval, kdykoli to bylo možné.
Díky zvyšující se dostupnosti jednodušších technik na začátku 20. století získávala popularitu amatérská fotografie. Sigvart Werner a Julius Møller byli jako jedni z mnoha, koho ovlivnil piktorialistický trend, který se soustředil na malebné krajiny a žánrovou fotografii.
Wernerovy fotografie Kodaně představují všechny známé památky a monumenty v jejich nejlepším světle, včetně Malé mořské víly, radnice a zahrad Tivoli. Dbal na to, aby se vyhnul záběrům znevýhodněných oblastí nebo neupravených ulic. Pokud se tisky porovnají s původními negativy, je vidět, že byly často výrazně pozměněny. Například z Gammel Strand byla odstraněna rybářka a radnice se tyčí za Národním muzeem.
Jeho dřívější práce jsou obecně považovány za jeho nejlepší.